# Saint-Laurent-de-Terregatte
Saint-Laurent-de-Terregatte é uma comuna francesa na região administrativa da Normandia, no departamento Mancha. Estende-se por uma área de 16,58 km². Em 2010 a comuna tinha 659 habitantes (densidade: 39,7 hab./km²).